# Чарлс Камарда
Чарлс Джозеф „Чарли“ Камарда (на английски: Charles Joseph "Charlie" Camarda) е американски инженер и астронавт от НАСА, участник в един космически полет.

## Образование
Чарлс Камарда завършва колежа Archbishop Molloy High School в Ню Йорк през 1970 г. През 1974 г. получава бакалавърска степен по аерокосмическо инженерство от Политехническия институт, Бруклин, Ню Йорк. През 1980 г. става магистър по същата специалност в Университета Джордж Вашингтон, Федерален окръг Колумбия. През 1990 г. става доктор по аерокосмическо инженерство в Политехническия университет на Вирджиния.

## Служба в НАСА
На 1 май 1996 г., Чарлс Камарда е избран за астронавт от НАСА, Астронавтска група №16. Взема участие в един космически полет.

### Космически полет
| Космически полет на Чарлс Джозеф „Чарли“ Камарда                 | Космически полет на Чарлс Джозеф „Чарли“ Камарда | Космически полет на Чарлс Джозеф „Чарли“ Камарда | Космически полет на Чарлс Джозеф „Чарли“ Камарда | Космически полет на Чарлс Джозеф „Чарли“ Камарда | Космически полет на Чарлс Джозеф „Чарли“ Камарда | Космически полет на Чарлс Джозеф „Чарли“ Камарда |
| №                                                                | Дата                                             | КК                                               | Емблема на мисията                               | Функции                                          | Продължителност                                  |                                                  |
| ---------------------------------------------------------------- | ------------------------------------------------ | ------------------------------------------------ | ------------------------------------------------ | ------------------------------------------------ | ------------------------------------------------ | ------------------------------------------------ |
| 1                                                                | 26 юли 2005                                      | „Дискавъри“, мисия STS-114                       |                                                  | Специалист на мисията                            | 13 денонощия 21 часа 32 минути 48 сек.           |                                                  |
| Сумарно време в космоса – 13 денонощия 21 часа 32 минути 48 сек. |                                                  |                                                  |                                                  |                                                  |                                                  |                                                  |